# QSO B1939+605
QSO B1939+605 是一個位在 天龍座的類星體。

## 外部連結
- Simbad
- www.jb.man.ac.uk/atlas/（页面存档备份，存于）